# Nazionale maschile di pallavolo della Polonia
La nazionale maschile di pallavolo della Polonia è una squadra europea composta dai migliori giocatori di pallavolo della Polonia ed è posta sotto l'egida della Federazione pallavolistica della Polonia.

## Rosa
Segue la rosa dei giocatori convocati per i Giochi della XXXIII Olimpiade.
| N° | Nome              | Ruolo | Data di nascita   | Squadra            |
| -- | ----------------- | ----- | ----------------- | ------------------ |
| 5  | Łukasz Kaczmarek  | O     | 26 settembre 1994 | ZAKSA              |
| 6  | Bartosz Kurek     | O     | 29 agosto 1988    | WolfDogs Nagoya    |
| 9  | Wilfredo León     | S     | 31 luglio 1993    | Sir Safety Perugia |
| 11 | Aleksander Śliwka | S     | 24 maggio 1995    | ZAKSA              |
| 12 | Grzegorz Łomacz   | P     | 1º ottobre 1987   | Skra Bełchatów     |
| 15 | Jakub Kochanowski | C     | 17 luglio 1997    | Asseco Resovia     |
| 16 | Kamil Semeniuk    | S     | 16 luglio 1996    | Sir Safety Perugia |
| 17 | Paweł Zatorski    | L     | 21 giugno 1990    | Asseco Resovia     |
| 19 | Marcin Janusz     | P     | 31 luglio 1994    | ZAKSA              |
| 20 | Mateusz Bieniek   | C     | 5 aprile 1994     | Warta Zawiercie    |
| 21 | Tomasz Fornal     | S     | 31 agosto 1997    | Jastrzębski Węgiel |
| 30 | Bartłomiej Bołądź | O     | 28 settembre 1994 | Projekt Warszawa   |
| 99 | Norbert Huber     | C     | 14 agosto 1998    | Jastrzębski Węgiel |

## Risultati

### Competizioni FIVB
| 1964 | non qualificata | -            |
| 1968 | 5º posto        | Convocazioni |
| 1972 | 9º posto        | Convocazioni |
| 1976 | 1º posto        | Convocazioni |
| 1980 | 4º posto        | Convocazioni |
| 1984 | non qualificata | -            |
| 1988 | non qualificata | -            |
| 1992 | non qualificata | -            |
| 1996 | 11º posto       | Convocazioni |
| 2000 | non qualificata | -            |
| 2004 | 5º posto        | Convocazioni |
| 2008 | 5º posto        | Convocazioni |
| 2012 | 5º posto        | Convocazioni |
| 2016 | 5º posto        | Convocazioni |
| 2020 | 5º posto        | Convocazioni |
| 2024 | 2º posto        | Convocazioni |

| 1949 | 4º posto        | Convocazioni |
| 1952 | 7º posto        | Convocazioni |
| 1956 | 4º posto        | Convocazioni |
| 1960 | 4º posto        | Convocazioni |
| 1962 | 6º posto        | Convocazioni |
| 1966 | 6º posto        | Convocazioni |
| 1970 | 5º posto        | Convocazioni |
| 1974 | 1º posto        | Convocazioni |
| 1978 | 8º posto        | Convocazioni |
| 1982 | 6º posto        | Convocazioni |
| 1986 | 9º posto        | Convocazioni |
| 1990 | non qualificata | -            |
| 1994 | non qualificata | -            |
| 1998 | 17º posto       | Convocazioni |
| 2002 | 9º posto        | Convocazioni |
| 2006 | 2º posto        | Convocazioni |
| 2010 | 12º posto       | Convocazioni |
| 2014 | 1º posto        | Convocazioni |
| 2018 | 1º posto        | Convocazioni |
| 2022 | 2º posto        | Convocazioni |

| 2018 | 5º posto | Convocazioni |
| 2019 | 3º posto | Convocazioni |
| 2021 | 2º posto | Convocazioni |
| 2022 | 3º posto | Convocazioni |
| 2023 | 1º posto | Convocazioni |
| 2024 | 3º posto | Convocazioni |
| 2025 | 1º posto | Convocazioni |

| 1965 | 2º posto        | Convocazioni |
| 1969 | 8º posto        | Convocazioni |
| 1977 | 4º posto        | Convocazioni |
| 1981 | 4º posto        | Convocazioni |
| 1985 | non qualificata | -            |
| 1989 | non qualificata | -            |
| 1991 | non qualificata | -            |
| 1995 | non qualificata | -            |
| 1999 | non qualificata | -            |
| 2003 | non qualificata | -            |
| 2007 | non qualificata | -            |
| 2011 | 2º posto        | Convocazioni |
| 2015 | 3º posto        | Convocazioni |
| 2019 | 2º posto        | Convocazioni |
| 2023 | non qualificata | -            |

### Competizioni CEV
| 1948 | non qualificata | -            |
| 1950 | 6º posto        | Convocazioni |
| 1951 | non qualificata | -            |
| 1955 | 6º posto        | Convocazioni |
| 1958 | 6º posto        | Convocazioni |
| 1963 | 6º posto        | Convocazioni |
| 1967 | 3º posto        | Convocazioni |
| 1971 | 6º posto        | Convocazioni |
| 1975 | 2º posto        | Convocazioni |
| 1977 | 2º posto        | Convocazioni |
| 1979 | 2º posto        | Convocazioni |
| 1981 | 2º posto        | Convocazioni |
| 1983 | 2º posto        | Convocazioni |
| 1985 | 4º posto        | Convocazioni |
| 1987 | non qualificata | -            |
| 1989 | 7º posto        | Convocazioni |
| 1991 | 7º posto        | Convocazioni |
| 1993 | 7º posto        | Convocazioni |
| 1995 | 6º posto        | Convocazioni |
| 1997 | non qualificata | -            |
| 1999 | non qualificata | -            |
| 2001 | 5º posto        | Convocazioni |
| 2003 | 5º posto        | Convocazioni |
| 2005 | 5º posto        | Convocazioni |
| 2007 | 11º posto       | Convocazioni |
| 2009 | 1º posto        | Convocazioni |
| 2011 | 3º posto        | Convocazioni |
| 2013 | 9º posto        | Convocazioni |
| 2015 | 5º posto        | Convocazioni |
| 2017 | 10º posto       | Convocazioni |
| 2019 | 3º posto        | Convocazioni |
| 2021 | 3º posto        | Convocazioni |
| 2023 | 1º posto        | Convocazioni |

| 2004 | non qualificata | -            |
| 2005 | non qualificata | -            |
| 2006 | non qualificata | -            |
| 2007 | non qualificata | -            |
| 2008 | non qualificata | -            |
| 2009 | non qualificata | -            |
| 2010 | non qualificata | -            |
| 2011 | non qualificata | -            |
| 2012 | non qualificata | -            |
| 2013 | non qualificata | -            |
| 2014 | 6º posto        | Convocazioni |
| 2015 | 3º posto        | Convocazioni |
| 2016 | non qualificata | -            |
| 2017 | non qualificata | -            |
| 2018 | non qualificata | -            |
| 2019 | non qualificata | -            |
| 2021 | non qualificata | -            |
| 2022 | non qualificata | -            |
| 2023 | non qualificata | -            |
| 2024 | non qualificata | -            |

### Competizioni zonali
| 2015 | 4º posto | Convocazioni |

### Competizioni estinte
| 1990 | non qualificata | -            |
| 1991 | non qualificata | -            |
| 1992 | non qualificata | -            |
| 1993 | non qualificata | -            |
| 1994 | non qualificata | -            |
| 1995 | non qualificata | -            |
| 1996 | non qualificata | -            |
| 1997 | non qualificata | -            |
| 1998 | 10º posto       | Convocazioni |
| 1999 | 8º posto        | Convocazioni |
| 2000 | 8º posto        | Convocazioni |
| 2001 | 7º posto        | Convocazioni |
| 2002 | 5º posto        | Convocazioni |
| 2003 | 9º posto        | Convocazioni |
| 2004 | 7º posto        | Convocazioni |
| 2005 | 4º posto        | Convocazioni |
| 2006 | 7º posto        | Convocazioni |
| 2007 | 4º posto        | Convocazioni |
| 2008 | 5º posto        | Convocazioni |
| 2009 | 9º posto        | Convocazioni |
| 2010 | 10º posto       | Convocazioni |
| 2011 | 3º posto        | Convocazioni |
| 2012 | 1º posto        | Convocazioni |
| 2013 | 11º posto       | Convocazioni |
| 2014 | 8º posto        | Convocazioni |
| 2015 | 4º posto        | Convocazioni |
| 2016 | 5º posto        | Convocazioni |
| 2017 | 8º posto        | Convocazioni |

| 1993 | non qualificata | -            |
| 1997 | non qualificata | -            |
| 2001 | non qualificata | -            |
| 2005 | non qualificata | -            |
| 2009 | 4º posto        | Convocazioni |
| 2013 | non qualificata | -            |
| 2017 | non qualificata | -            |